# 科瓦利丘基夫卡
49°58′2″N 35°9′42″E / 49.96722°N 35.16167°E
科瓦利丘基夫卡（烏克蘭語：Ковальчуківка）是位於烏克蘭東部的村莊，由哈爾科夫州博霍杜希夫區的克拉斯諾庫特斯克市鎮負責管轄。該村始建於1910年，面積0.61平方公里，海拔高度157米，2001年人口24，人口密度每平方公里39.4人。